# Хаклберг (Алабама)
Хаклберг (енгл. Hackleburg) град је у америчкој савезној држави Алабама. По попису становништва из 2010. у њему је живело 1.516 становника.

## Демографија
Према попису становништва из 2010. у граду је живело 1.516 становника, што је 11 (0,7%) становника мање него 2000. године.
| Група             | 2000.         | 2010.         |
| Белци             | 1.512 (99,0%) | 1.476 (97,4%) |
| Афроамериканци    | 2 (0,1%)      | 1 (0,1%)      |
| Азијати           | 0 (0,0%)      | 0 (0,0%)      |
| Хиспаноамериканци | 4 (0,3%)      | 19 (1,3%)     |
| Укупно            | 1.527         | 1.516         |